# Ћурилац
Ћурилац је насеље у општини Даниловград у Црној Гори. Према попису из 2003. било је 489 становника (према попису из 1991. било је 642 становника).

## Демографија
У насељу Ћурилац живи 366 пунолетних становника, а просечна старост становништва износи 36,5 година (34,9 код мушкараца и 38,0 код жена). У насељу има 143 домаћинства, а просечан број чланова по домаћинству је 3,42.
Ово насеље је углавном насељено Црногорцима (према попису из 2003. године).
|  |

| Демографија | Демографија | Демографија |
| Година      | Становника  | Становника  |
| ----------- | ----------- | ----------- |
|             |             |             |
|             |             |             |
|             |             |             |
|             |             |             |
| 1948.       | 414         |             |
| 1953.       | 261         |             |
| 1961.       | 525         |             |
| 1971.       | 401         |             |
| 1981.       | 571         |             |
| 1991.       | 642         | 632         |
| 2003.       | 494         | 489         |
|             |             |             |
|             |             |             |

| Етнички састав према попису из 2003.‍ | Етнички састав према попису из 2003.‍ | Етнички састав према попису из 2003.‍ | Етнички састав према попису из 2003.‍ | Етнички састав према попису из 2003.‍ |
| ------------------------------------ | ------------------------------------ | ------------------------------------ | ------------------------------------ | ------------------------------------ |
|                                      |                                      |                                      |                                      |                                      |
| Црногорци                            | Црногорци                            |                                      | 335                                  | 68,50%                               |
| Срби                                 | Срби                                 |                                      | 149                                  | 30,47%                               |
| Хрвати                               | Хрвати                               |                                      | 2                                    | 0,40%                                |
| Руси                                 | Руси                                 |                                      | 1                                    | 0,20%                                |
| непознато                            | непознато                            |                                      | 0                                    | 0,0%                                 |

| \| \| м \| \| \| ж \| \| ? \| 3 \| \| \| 3 \| \| 80+ \| 2 \| \| \| 3 \| \| 75—79 \| 6 \| \| \| 11 \| \| 70—74 \| 10 \| \| \| 11 \| \| 65—69 \| 12 \| \| \| 13 \| \| 60—64 \| 10 \| \| \| 12 \| \| 55—59 \| 9 \| \| \| 13 \| \| 50—54 \| 17 \| \| \| 18 \| \| 45—49 \| 18 \| \| \| 12 \| \| 40—44 \| 17 \| \| \| 13 \| \| 35—39 \| 16 \| \| \| 19 \| \| 30—34 \| 9 \| \| \| 16 \| \| 25—29 \| 22 \| \| \| 21 \| \| 20—24 \| 14 \| \| \| 26 \| \| 15—19 \| 25 \| \| \| 11 \| \| 10—14 \| 12 \| \| \| 20 \| \| 5—9 \| 17 \| \| \| 14 \| \| 0—4 \| 23 \| \| \| 11 \| \| Просек : \| 16 \| \| \| 4 \| |    |  |  |    |
| |    |  |  |    |
| | м  |  |  | ж  |
| ? | 3  |  |  | 3  |
| 80+ | 2  |  |  | 3  |
| 75—79 | 6  |  |  | 11 |
| 70—74 | 10 |  |  | 11 |
| 65—69 | 12 |  |  | 13 |
| 60—64 | 10 |  |  | 12 |
| 55—59 | 9  |  |  | 13 |
| 50—54 | 17 |  |  | 18 |
| 45—49 | 18 |  |  | 12 |
| 40—44 | 17 |  |  | 13 |
| 35—39 | 16 |  |  | 19 |
| 30—34 | 9  |  |  | 16 |
| 25—29 | 22 |  |  | 21 |
| 20—24 | 14 |  |  | 26 |
| 15—19 | 25 |  |  | 11 |
| 10—14 | 12 |  |  | 20 |
| 5—9 | 17 |  |  | 14 |
| 0—4 | 23 |  |  | 11 |
| Просек : | 16 |  |  | 4  |

| Број домаћинстава према пописима из периода 1948—2003. | Број домаћинстава према пописима из периода 1948—2003. | Број домаћинстава према пописима из периода 1948—2003. | Број домаћинстава према пописима из периода 1948—2003. | Број домаћинстава према пописима из периода 1948—2003. | Број домаћинстава према пописима из периода 1948—2003. | Број домаћинстава према пописима из периода 1948—2003. | Број домаћинстава према пописима из периода 1948—2003. |
| Година пописа                                          | 1948.                                                  | 1953.                                                  | 1961.                                                  | 1971.                                                  | 1981.                                                  | 1991.                                                  | 2003.                                                  |
| ------------------------------------------------------ | ------------------------------------------------------ | ------------------------------------------------------ | ------------------------------------------------------ | ------------------------------------------------------ | ------------------------------------------------------ | ------------------------------------------------------ | ------------------------------------------------------ |
| Број домаћинстава                                      | 108                                                    | 74                                                     | 133                                                    | 110                                                    | 152                                                    | 178                                                    | 144                                                    |

| Број домаћинстава по броју чланова према попису из 2003. | Број домаћинстава по броју чланова према попису из 2003. | Број домаћинстава по броју чланова према попису из 2003. | Број домаћинстава по броју чланова према попису из 2003. | Број домаћинстава по броју чланова према попису из 2003. | Број домаћинстава по броју чланова према попису из 2003. | Број домаћинстава по броју чланова према попису из 2003. | Број домаћинстава по броју чланова према попису из 2003. | Број домаћинстава по броју чланова према попису из 2003. | Број домаћинстава по броју чланова према попису из 2003. | Број домаћинстава по броју чланова према попису из 2003. | Број домаћинстава по броју чланова према попису из 2003. |
| Број чланова                                             | 1                                                        | 2                                                        | 3                                                        | 4                                                        | 5                                                        | 6                                                        | 7                                                        | 8                                                        | 9                                                        | 10 и више                                                | Просек                                                   |
| -------------------------------------------------------- | -------------------------------------------------------- | -------------------------------------------------------- | -------------------------------------------------------- | -------------------------------------------------------- | -------------------------------------------------------- | -------------------------------------------------------- | -------------------------------------------------------- | -------------------------------------------------------- | -------------------------------------------------------- | -------------------------------------------------------- | -------------------------------------------------------- |
| Број домаћинстава                                        | 143                                                      | 20                                                       | 35                                                       | 14                                                       | 38                                                       | 19                                                       | 11                                                       | 4                                                        | 2                                                        | 0                                                        | 0                                                        |

| Пол    | Укупно | Неожењен/Неудата | Ожењен/Удата | Удовац/Удовица | Разведен/Разведена | Непознато |
| ------ | ------ | ---------------- | ------------ | -------------- | ------------------ | --------- |
| Мушки  | 190    | 53               | 114          | 7              | 3                  | 13        |
| Женски | 202    | 46               | 110          | 33             | 2                  | 11        |
| УКУПНО | 392    | 99               | 224          | 40             | 5                  | 24        |

| Пол    | Укупно                    | Пољопривреда, лов и шумарство | Рибарство                            | Вађење руде и камена | Прерађивачка индустрија       |
| ------ | ------------------------- | ----------------------------- | ------------------------------------ | -------------------- | ----------------------------- |
| Мушки  | 82                        | 6                             | 0                                    | 0                    | 15                            |
| Женски | 41                        | 3                             | 0                                    | 0                    | 1                             |
| Укупно | 123                       | 9                             | 0                                    | 0                    | 16                            |
|        |                           |                               |                                      |                      |                               |
| Пол    | Производња и снабдевање   | Грађевинарство                | Трговина                             | Хотели и ресторани   | Саобраћај, складиштење и везе |
| Мушки  | 5                         | 4                             | 9                                    | 1                    | 12                            |
| Женски | 2                         | 0                             | 7                                    | 1                    | 4                             |
| Укупно | 7                         | 4                             | 16                                   | 2                    | 16                            |
|        |                           |                               |                                      |                      |                               |
| Пол    | Финансијско посредовање   | Некретнине                    | Државна управа и одбрана             | Образовање           | Здравствени и социјални рад   |
| Мушки  | 0                         | 2                             | 16                                   | 2                    | 3                             |
| Женски | 0                         | 0                             | 4                                    | 8                    | 5                             |
| Укупно | 0                         | 2                             | 20                                   | 10                   | 8                             |
|        |                           |                               |                                      |                      |                               |
| Пол    | Остале услужне активности | Приватна домаћинства          | Екстериторијалне организације и тела | Непознато            | Непознато                     |
| Мушки  | 5                         | 0                             | 0                                    | 2                    | 2                             |
| Женски | 5                         | 0                             | 0                                    | 1                    | 1                             |
| Укупно | 10                        | 0                             | 0                                    | 3                    | 3                             |